# Ottavio Alessi
Ottavio Alessi (Cammarata, 1º gennaio 1919 – Roma, 26 aprile 1978) è stato un attore, regista e sceneggiatore italiano.

## Biografia
Dopo aver interpretato la parte di uno studente meridionale nel film del 1956 Noi siamo le colonne, intraprese l'attività di sceneggiatore scrivendo vari film che andavano dal genere comico a quello erotico. Diresse anche un film, Top Sensation. Che fine ha fatto Totò Baby?, a lui accreditato, fu in realtà diretto da Paolo Heusch.

## Filmografia

### Regista
- Che fine ha fatto Totò Baby? (1964)
- Top Sensation (1969)

### Sceneggiatore
- Il testimone, regia di Pietro Germi (1946)
- Angelo tra la folla, regia di Leonardo De Mitri (1950)
- Amici per la pelle, regia di Franco Rossi (1955)
- Donne sole, regia di Vittorio Sala (1956)
- Juke box - Urli d'amore, regia di Mauro Morassi (1959)
- La ragazzola, regia di Giuseppe Orlandini (1965)[1]
- Adulterio all'italiana, regia di Pasquale Festa Campanile (1966)
- Dick Smart 2.007, regia di Franco Prosperi (1967)
- Il dio serpente, regia di Piero Vivarelli (1970)
- Incontro d'amore, regia di Paolo Heusch e Ugo Liberatore (1970)
- Nella misura in cui, regia di Piero Vivarelli (1979)
- Rag. Arturo De Fanti, bancario precario, regia di Luciano Salce (1980)
- Cenerentola '80, regia di Roberto Malenotti (1984)

### Attore
- Noi siamo le colonne, regia di Luigi Filippo D'Amico (1956)
- La vittima designata, regia di Maurizio Lucidi (1971)
- Nella misura in cui, regia di Piero Vivarelli (1979)